# Contea di Auriate
Auriate fu sede di una contea alto medioevale, che si formò sulle pendici delle alpi occidentali, tra Cuneo e Saluzzo. La contea esistette dal tardo nono secolo alla metà del decimo. Il nome sopravvive in quello del comune di Valloriate.
L'esatta collocazione della città di Auriate, che fu municipio romano e sede episcopale, non è stata ancora identificata dagli storici, che hanno comunque ipotizzato che potesse collocarsi non molto lontano dalla odierna Cuneo. 
La fine della città di Auriate è stata attribuita ad una incursione di Saraceni o di Ungari.

## Dai conti di Auriate ai marchesi di Torino
Il più antico conte conosciuto fu un certo Rodolfo, morto nel 902 o 905, che lasciò il governo a Ruggero (figlio di un nobile normanno di nome Arduino), che era già stato il suo secondo nel comando. Secondo il Chronicon Novaliciense questi era disceso in Italia nell'888 al seguito di Guido II da Spoleto assieme al fratello Arduino. Entrambi diventarono vassalli del conte di Auriate, ma Ruggero ereditò la contea e anche sposò la vedova di Rodolfo.
Tra il 940 ed il 950 il figlio di Ruggero e successore Arduino il Glabro (cioè "senza barba"), scacciò i "Saraceni di Frassineto" dalla Val di Susa e annesse quel territorio, compresa Torino, alla sua contea.
Arduino nel 950 sostenne anche Berengario di Ivrea nella sua fortunata pretesa alla corona di re d'Italia. Nel 951 Berengario completò la riorganizzazione della Lombardia occidentale (a quel tempo comprendente tutto il nord Italia) così da riuscire a difendere meglio il territorio e le coste dagli attacchi Saraceni: creò così la marca di Genova (Liguria Orientale), la marca di Monferrato (Liguria Occidentale) e la marca di Torino, proprio con Arduino di Auriate nominato come primo marchese di Torino.
Di conseguenza la contea di Auriate scomparve come entità distinta all'interno della più vasta marca torinese, ma rimase per oltre tre generazioni quale centro delle proprietà della dinastia degli Arduinici, che si estinse con Berta. Quest'ultima si sposò con Teuto di Savona, della dinastia degli Aleramici di Savona ( o del Vasto), e le loro proprietà congiunte coprivano tutto il Piemonte meridionale e la Liguria occidentale. Questi domini, ereditati dal figlio Bonifacio, vennero poi divisi fra i suoi figli, dando origine a numerosi marchesati, fra cui il marchesato di Saluzzo, quello di Clavesana, quello di Ceva.